# Municipio de Shrewsbury (condado de York)
El municipio de Shrewsbury (en inglés: Shrewsbury Township) es un municipio ubicado en el condado de York en el estado estadounidense de Pensilvania. En el año 2000 tenía una población de 5,947 habitantes y una densidad poblacional de 78 personas por km².

## Geografía
El municipio de Shrewsbury se encuentra ubicado en las coordenadas 39°44′00″N 76°45′05″O / 39.73333, -76.75139.

## Demografía
Según la Oficina del Censo en 2000 los ingresos medios por hogar en la localidad eran de $58,191 y los ingresos medios por familia eran $65,966. Los hombres tenían unos ingresos medios de $40,038 frente a los $30,391 para las mujeres. La renta per cápita para la localidad era de $24,841. Alrededor del 3,8% de la población estaban por debajo del umbral de pobreza.